# Sclerocactus wetlandicus
Sclerocactus wetlandicus ist eine stark gefährdete Pflanzenart der Gattung Sclerocactus in der Familie der Kakteengewächse (Cactaceae). Englischer Trivialname ist „Uintah Basin Cactus“.

## Beschreibung
Der grau bis graugrüne, 12- bis 14-rippige Pflanzenkörper ist gedrückt-kugelig bis eiförmig und erreicht Wuchshöhen von 3 bis 8 cm (selten 15 cm) und Durchmesser von 4 bis 8 cm. Er hat drei bis vier, 2 bis 2,5 cm lange Mitteldornen, von denen einer manchmal etwas gebogen oder gehakt ist. Die 10 bis 15 weißen, mit braunen Spitzen versehenen, Randdornen sind 2 bis 3 cm lang. Die Pflanzen wachsen meist einzeln. Ihre Pfahlwurzel ist verzweigt.
Die trichterförmigen Blüten sind 2 bis 2,5 cm lang und weisen einen Durchmesser von 2 bis 3 cm auf. Die Blütenhüllblätter sind rosa- bis violettfarben. Die Blühperiode beginnt Ende April.
Die kugelförmigen, rötlich bis rötlichgrauen Früchte haben einen Durchmesser von 6 mm und enthalten etwa 10 schwarze, glänzende, nierenförmig gebogene, feinwarzige Samen, die innerhalb von 4 bis 6 Wochen reifen.

## Verbreitung
Sclerocactus wetlandicus ist im Uintah Basin im US-Bundesstaat Utah zwischen dem Uintah County und dem Duchesne County in Höhenlagen zwischen 1290 und 2000 Metern endemisch verbreitet. Er wächst in verschiedenen Bodenarten und ist vergesellschaftet mit Sclerocactus parviflorus, Pediocactus simpsonii, Echinocereus triglochidiatus, verschiedenen Opuntia-Arten, Yucca harrimaniae subsp. sterilis, Artemesia spinescens, Altriplex confertifolia, Phlox muscoides, Hilaria jamesii und Allium textile.

## Systematik
Das Epitheton der Art bezieht sich auf das Pariette-Feuchtgebiet im Norden von Utah. Die Erstbeschreibung stammt von Fritz Hochstätter und wurde 1989 veröffentlicht. Sclerocactus wetlandicus wird innerhalb der Gattung Sclerocactus in die Sektion Mesae-Verdae gestellt.
Ein Synonym ist Sclerocactus glaucus subsp. wetlandicus Lüthy (2007).
Nach Fritz Hochstätter werden folgende Unterarten unterschieden:
- Sclerocactus wetlandicus subsp. wetlandicus
- Sclerocactus wetlandicus subsp. ilseae Hochstätter

## Gefährdung
In der Roten Liste gefährdeter Arten der IUCN wird die Art als „Least Concern (LC)“, d. h. als nicht gefährdet geführt.

## Bilder
Sclerocactus wetlandicus:

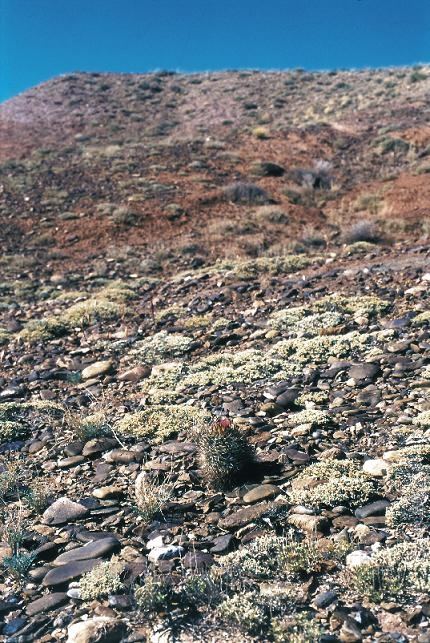
Auf flachen, kiesigen Hügeln wachsend.
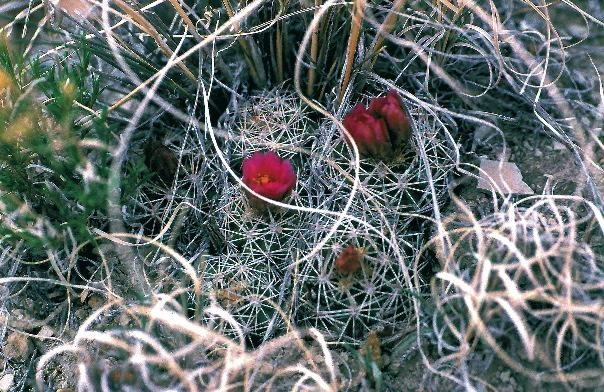
Gut getarnt in niedrigen Büschen.
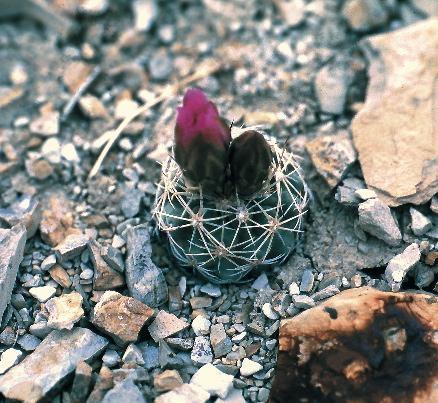
Jungpflanze.
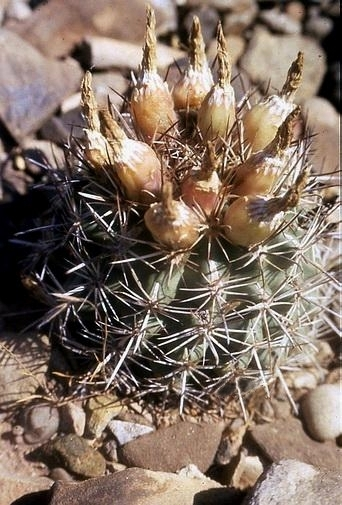
Mit reifen Früchten.
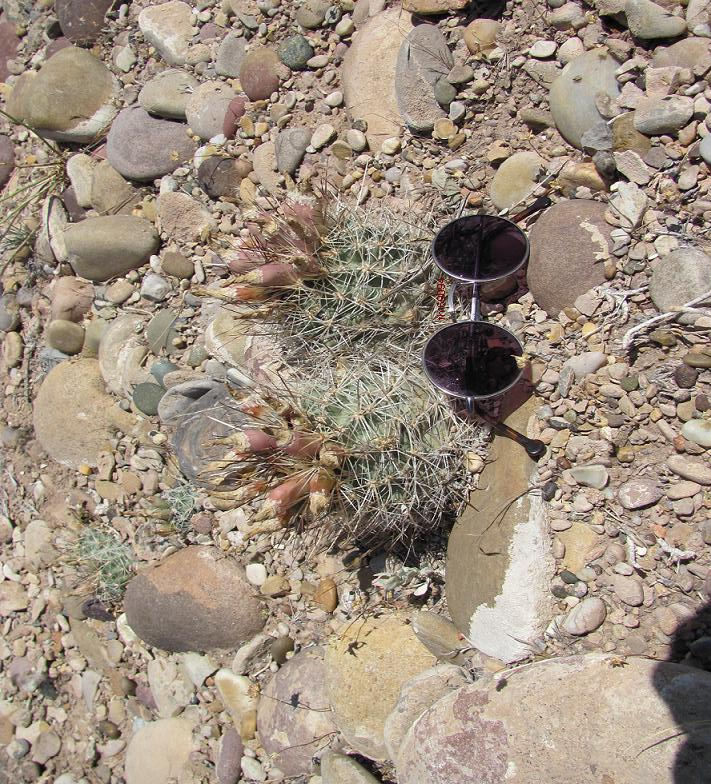
Mit Samenkapseln